# 氷川へきる
氷川 へきる（ひかわ へきる、1975年1月31日 - ）は、日本の漫画家。男性。東京都出身。血液型はB型。

## 来歴
高校卒業後、情報系専門学校中退。後に『ゲーメスト』（新声社）の編集者を経て、ライター業を中心として漫画家のアシスタント・同人活動・コミックマーケットのスタッフなどをこなす。2000年に『ぱにぽに』でオリジナルデビューを果たす。

## 人物
- ペンネームの「氷川へきる」は知り合いが名付けた。当時声優に詳しくなく、椎名へきるをもじったものだとは気付かずにそのまま使用して今に至る。自称「世界一酷いペンネーム」。曰く、ここまで酷いと開き直れるので良いという。このペンネームで同人活動を始めた当初、椎名へきるのファンから文句のメールが送りつけられたことも原因とされる。
- 「碧衣音乃」「琴月へき」「プラズマ仙人」「氷川へきを」などの名義を使ったこともある。
- 子ども時代から海外ドラマ、洋画のファンであり、同人誌サークル「スパイシー大作戦」の名前（『スパイ大作戦』が元ネタ）や作品中の洋画パロディーにその奥深さを垣間見ることができる（『フルメタル・ジャケット』、『キャリー』などがネタに使われた）。
- 各作品は同一の世界観を共有している。
- 漫画家の是空とおると鈴木次郎は友人。
- 漫画家の畑健二郎は、同人時代からの氷川ファンである。
- 『さよなら絶望放送』のリスナーであり、公開録音に参加したり、放送の中でまれに「氷川へきる」に関するメールが届いたり、パーソナリティーの神谷浩史に「へっきー」という愛称で呼ばれたりしている。
- 主にシャフト製作のアニメ作品にてエンドカードのイラストを数多く手がけている。

## 作品リスト

### 漫画

#### 連載
- ぱにぽに（『月刊Gファンタジー』2000年11月号 - 2011年10月号）
- TG天使ジャイ子ちゃん（TECH GIAN） - 『氷川へきる作品集 TG天使ジャイ子ちゃんDX』に収録。
- TG家族（TECH GIAN定期購読特典ペーパー） - 『氷川へきる作品集 TG天使ジャイ子ちゃんDX』に収録。
- まろまゆ（『電撃萌王』Vol.1 - 2008年8月号）
- 桃組っ!!（『エース桃組』・『電撃萌王』） - 『桃組』掲載分は『まろまゆ』第1巻、『萌王』掲載分は『まろまゆ』第2巻に収録。
- 新感覚癒し系魔法少女ベホイミちゃん（『月刊Gファンタジー』2006年8月号 - 2008年6月号）
- CANDY POP NIGHTMARE（『月刊ビッグガンガン』2011年Vol.2 - 2016年Vol.7）
- 女子高生VS（『コミック電撃だいおうじ』）
- パンドラちゃんねる（『コミック電撃だいおうじ』Vol.45 - 55）
- ぷれっぱ!（『コミック電撃だいおうじ』Vol.59 - 70）
- 俺たちの日常は始まったばかりだ（『月刊モーニングtwo』2019年5号 - 2020年11号）
- 花織さんは転生しても喧嘩がしたい（『月刊モーニングtwo』2021年10号[2] - 連載中）

#### 読み切り
- るきあ in the Room（『月刊少年ライバル』2008年5月号・2010年5月号）
- 祝 おしかけカラミティ リベンジ（『電撃大王』2009年9月号）
- AQ×AK（『増刊ヤングガンガンビッグ』Vol.1） - 『CANDY POP NIGHTMARE』第3巻に収録。
- もももも（『増刊ヤングガンガンビッグ』Vol.2） - 『CANDY POP NIGHTMARE』第3巻に収録。
- AQ×AK3（『増刊ヤングガンガンビッグ』Vol.3） - 『CANDY POP NIGHTMARE』第3巻に収録。
- 知らない人オンライン（『ガンガンONLINE』）
- もも日和（『月刊ビッグガンガン』2018年Vol.8）

#### 書籍
- 『ぱにぽに』、スクウェア・エニックス〈Gファンタジーコミックス〉 2001年 - 2011年、全17巻
- 『まろまゆ』、メディアワークス〈電撃コミックス〉 2005年 - 2008年、全2巻
- 『新感覚癒し系魔法少女ベホイミちゃん』、スクウェア・エニックス〈Gファンタジーコミックス〉 2007年 - 2008年、全2巻
- 『氷川へきる作品集 TG天使ジャイ子ちゃんDX』、エンターブレイン〈テックジャイアンスタイル〉 2008年、全1巻
- 『CANDY POP NIGHTMARE』、スクウェア・エニックス〈ビッグガンガンコミックス〉 2012年 - 2016年、全7巻
- 『女子高生VS』、KADOKAWA〈電撃コミックスNEXT〉 2015年 - 2016年、全2巻
- 『パンドラちゃんねる』、KADOKAWA〈電撃コミックスNEXT〉 2018年、全1巻
- 『ぷれっぱ!』、KADOKAWA〈電撃コミックスNEXT〉 2019年、全1巻
- 『俺たちの日常は始まったばかりだ』、講談社〈モーニング KC〉 2019年 - 2020年、全3巻
- 『花織さんは転生しても喧嘩がしたい』、講談社〈モーニング KC〉 2022年 - 刊行中、既刊7巻

ネット連載
- のべぷら！ 2020年9月4日 - 2020年10月23日

### 絵やデザイン

#### アニメ
- 俗・さよなら絶望先生（久米田康治原作） - 第3話エンドカードを担当。
- ひだまりスケッチ（蒼樹うめ原作） - 第11話提供バックイラストを担当。
- ef - a tale of memories. - 第8話次回予告イラストを担当。
- まりあ†ほりっく（遠藤海成原作） - 第4話エンドカードイラストを担当。
- 夏のあらし!（小林尽原作） - 第1話エンドカードイラストを担当。
- 化物語（西尾維新原作） - 第8話エンドカードイラストを担当。
- ダンス イン ザ ヴァンパイアバンド（環望原作） - 第11話エンドカードイラストを担当。
- 荒川アンダー ザ ブリッジ（中村光原作） - 第1話エンドカードイラストを担当。
- 魔法少女まどか☆マギカ - 第2話エンドカードイラストを担当。
- 黄昏乙女×アムネジア（めいびい原作） - 第2話予告イラストを担当。
- ニセコイ（古味直志原作） - ED原画、第4話提供バックイラストを担当。
- 彼女がフラグをおられたら（竹井10日原作） - 第4話エンドカードイラストを担当。
- 幸腹グラフィティ（川井マコト原作） - 第1話エンドカードイラストを担当。
- えとたま（白組・タブリエ・コミュニケーションズ原作） - 第4話Bパートアイキャッチイラストを担当。
- コンクリート・レボルティオ〜超人幻想〜（BONES・會川昇原作） - キャラクター原案及びコンセプトデザインを、いとうのいぢ、平尾リョウと共同担当。
- ULTRA SUPER ANIME TIME - 4th SEASON第6回エンドカードイラストを担当。
- 3月のライオン - 第4話エンドカードイラストを担当。
- アサルトリリィ BOUQUET - 第1話エンドカードイラストを担当。
- かぎなど - 第8話エンドカードイラストを担当。

#### その他
- GAINAX NET Toppage Gallery 2005年12月02日[3] - GAM4 GAINAX NET Art Museum4収録。
- 円盤皇女ワるきゅーレ（介錯） - 劇中劇『こうさぎピョン子ちゃん』のキャラクターデザインを担当。
- ぷちもも くまさんちーむ - カラーイラスト1頁。
- 撲殺天使ドクロちゃんです（おかゆまさき） - 漫画2頁『電撃おばあちゃんの毎度馬鹿馬鹿しい撲殺を』。
- 初めて妻を殴った（はな） - 表紙イラスト。

## 師匠
- 小川雅史 - 新声社勤務時代は担当編集もしていた。
- 介錯
- 原田将太郎

## アシスタント
- 勇人
- みなもと悠（源ゆう）
- 加藤ミチル